# Igor Mitoraj
Igor Mitoraj, rodným jménem Jerzy Manika (26. března 1944, Oederan – 6. října 2014, Paříž) byl polský sochař narozený v Německu. Jeho typickými díly byly fragmenty tváří a postav, často v nadživotní velikosti a upomínající na antické a jiné starověké sochařství.

## Život
Mitoraj se narodil 26. března 1944 v německém Oederanu. Jeho polská matka, Zofia Manika, byla nuceně nasazená. Jeho otec, také polského původu, byl důstojníkem francouzské cizinecké legie a byl zadržován jako válečný zajatec. Vztah jeho rodičů byl jen letmý, po konci 2. světové války se vrátil s matkou do Polska. 
Dětská léta prožil Jerzy ve vesnici svých prarodičů Grojec. Když se jeho matka vdala, oba přijali příjmení manžela Czesława Mitoraje. Příjmení v polštině znamená spojení slov „mýtus“ a „ráj“. 
Vystudoval střední uměleckou školu v Bielsko-Białe a v roce 1963 nastoupil na krakovskou akademii výtvarných umění ke studiu malby u Tadeusze Kantora. Během studií se účastnil několika společných výstav, první samostatnou výstavu uspořádal v roce 1967 v galerii Krzysztofory v Polsku. 
V roce 1968 se mu navzdory cestovním omezením, daným komunistickým režimem, podařilo přestěhovat do Paříže. Vydal se sem jednak za svým biologickým otcem, se kterým se ale nesetkal, a také pokračovat ve studiu umění na École Supérieur des Beaux-Arts. Po přestěhování do Francie si změnil křestní jméno na Igor. 
Na počátku 70. let ho začalo fascinovat aztécké umění a kultura, rok strávil malováním a cestováním v Mexiku. Tato zkušenost ho přivedla k sochařství. Do Paříže se vrátil v roce 1974 a o dva roky později měl další samostatnou výstavu v galerii La Hune, kde vystavil své první sochařské dílo. Úspěch přehlídky ho přesvědčil, aby se dál věnoval sochařství.
Po předchozí práci s terakotou a bronzem ho cesta do Carrary v Itálii v roce 1979 inspirovala k využití mramoru jako primárního média. V roce 1983 si založil ateliér v Pietrasanta poblíž Carrary.  V roce 2006 byl pověřen vytvořením nových bronzových dveří a sochy Jana Křtitele pro baziliku Santa Maria degli Angeli v Římě.
V roce 2003 se vrátil do Polska. V roce 2005 obdržel Zlatou medaili Gloria Artis za zásluhy o kulturu. V roce 2012 mu byl udělen Řád znovuzrozeného Polska. Jeho sochy stojí v pařížské La Défense, v Římě, Miláně, Lausanne, Londýně, Krakově, v Scheveningenu nedaleko Haagu, ve Spojených státech i v Japonsku.
Mitoraj zemřel v pařížské nemocnici a byl pohřben v Pietrasanta, kde měl po mnoho let ateliér.
V roce 2016 byla Mitorajova díla vystavena v Pompejích. Italský ministr kultury Stefano Contini oznámil, že umělcova socha s názvem „Daedalus“ zůstane v Pompejích natrvalo jako dar Itálii.